# Transennella tantilla
Transennella tantilla är en musselart som först beskrevs av Gould 1853.  Transennella tantilla ingår i släktet Transennella och familjen venusmusslor. Inga underarter finns listade i Catalogue of Life.